# Tanistry
Tanistry è il termine usato per definire un sistema di trasmissione dei titoli in uso presso molte tribù celtiche in Irlanda, Scozia e sull'isola di Man. In base a questo sistema il successore del sovrano o del capoclan veniva scelto dai leader dei clan o in alternativa da tutti i membri maschili del clan.
Il successore designato, detto Taniste (in lingua irlandese: Táinste; in scozzese: Tànaisteachd; in mannese Tanishtagh) diveniva il secondo nella linea di comando del regno o del clan. Storicamente il Taniste veniva scelto tra i capi dei roydammna o “righdamhna” ossia dai capoclan; in alternativa, la scelta veniva effettuata tra tutti i maschi del sept, ed eletto da loro in assemblea plenaria. L'eleggibilità si basava sulla vicinanza dalla linea di discendenza da un re. Di solito seguire la linea maschile era la norma, ma in Scozia era accettata anche la discendenza per linea femminile, forse a causa di una commistione con le regole di successione dei Pitti. Ne è un esempio il re Eochaid, che rivendicò il trono scozzese in quanto figlio della figlia di Kenneth I.

## Storia
Storicamente il tanist veniva scelto tra i capi della roydammna o "righdamhna" (letteralmente, quelli di materiale regale ) o, in alternativa, tra tutti i maschi della setta, ed eletto da loro in piena assemblea. L'eleggibilità si basava sulla discendenza da un re con qualche grado di prossimità. Di solito la discendenza dalle linee maschili di un re era la norma, tuttavia in Scozia era accettata anche la discendenza attraverso le linee femminili di un re, forse a causa di una mescolanza con le regole di successione dei Pitti. Un esempio di ciò è il re Eochaid che rivendicò il trono scozzese come figlio della figlia di Kenneth I.
La composizione e il governo del clan furono costruiti sulla discendenza da un antenato simile. L'ufficio fu annotato fin dall'inizio della storia registrata in Irlanda, e probabilmente la precede. Una storia su Cormac mac Airt si riferisce al suo figlio maggiore come suo tanist. Dopo il suo assassinio da parte di un membro dei Déisi, un altro roydammna, Eochaid Gonnat, gli successe come re.
In Irlanda, la tanistry continuò tra le dinastie dominanti, così come tra i signori minori e i capi, fino alla metà del XVI/inizio del XVII secolo, quando fu sostituita dal diritto comune inglese. Quando nel 1943 l'Irlanda nominò il suo primo nuovo capo araldo, non reintrodusse la tanistry. Lo stato concesse il riconoscimento di cortesia ai capi irlandesi in base alla primogenitura dall'ultimo capo conosciuto.
La successione reale nella Scozia celtica era limitata alla scelta elettiva dei discendenti maschi della casa degli Alpin, fino all'ascesa di Malcolm II nel 1005. Questo monarca fu il primo a introdurre il concetto di monarchia ereditaria in Scozia; lo fece per contrastare le lotte causate dalla legge elettiva, che incoraggiava i pretendenti rivali a contendersi il trono. I precedenti regni pitti avevano permesso la successione al trono in linea femminile e nella Scozia medievale le regole di successione pitte e gaeliche si confondevano. Poiché Malcolm aveva solo figlie femmine, il trono passò a suo nipote attraverso la figlia maggiore e, in seguito, ai suoi discendenti. Le monarchie irlandesi, dal canto loro, non hanno mai consentito la successione in linea femminile.
In Irlanda, il sistema del tanistry continuò tra le dinastie dominanti, così come tra i signori minori e i capoclan, fino alla metà del XVI secolo o l'inizio del XVII secolo, quando fu sostituito dalla common law inglese. Quando nel 1943 l'Irlanda nominò il suo primo nuovo Capo Araldo, non reintrodusse il tanistry. Lo Stato concedeva un riconoscimento di cortesia ai capi irlandesi in base alla primogenitura dall'ultimo capo conosciuto.
Nella Repubblica d'Irlanda sono ancora in uso dei titoli derivanti dal termine tanistry, mentre il primo ministro è chiamato Taoiseach il suo vice assume infatti il titolo di Tánaiste.